# Jimmy Reece
Jimmy Reece  (Oklahoma City, Oklahoma, 17 november 1929 - Trenton, New Jersey, 28 september 1958) was een Amerikaans Formule 1-coureur. Hij reed de Indianapolis 500 zesmaal, in 1952, 1954, 1955, 1956, 1957 en 1958, maar scoorde hierin geen punten voor het Formule 1-wereldkampioenschap. Hij verongelukte tijdens een Champ Car-race op Trenton International Speedway.